# Castelo de Marly

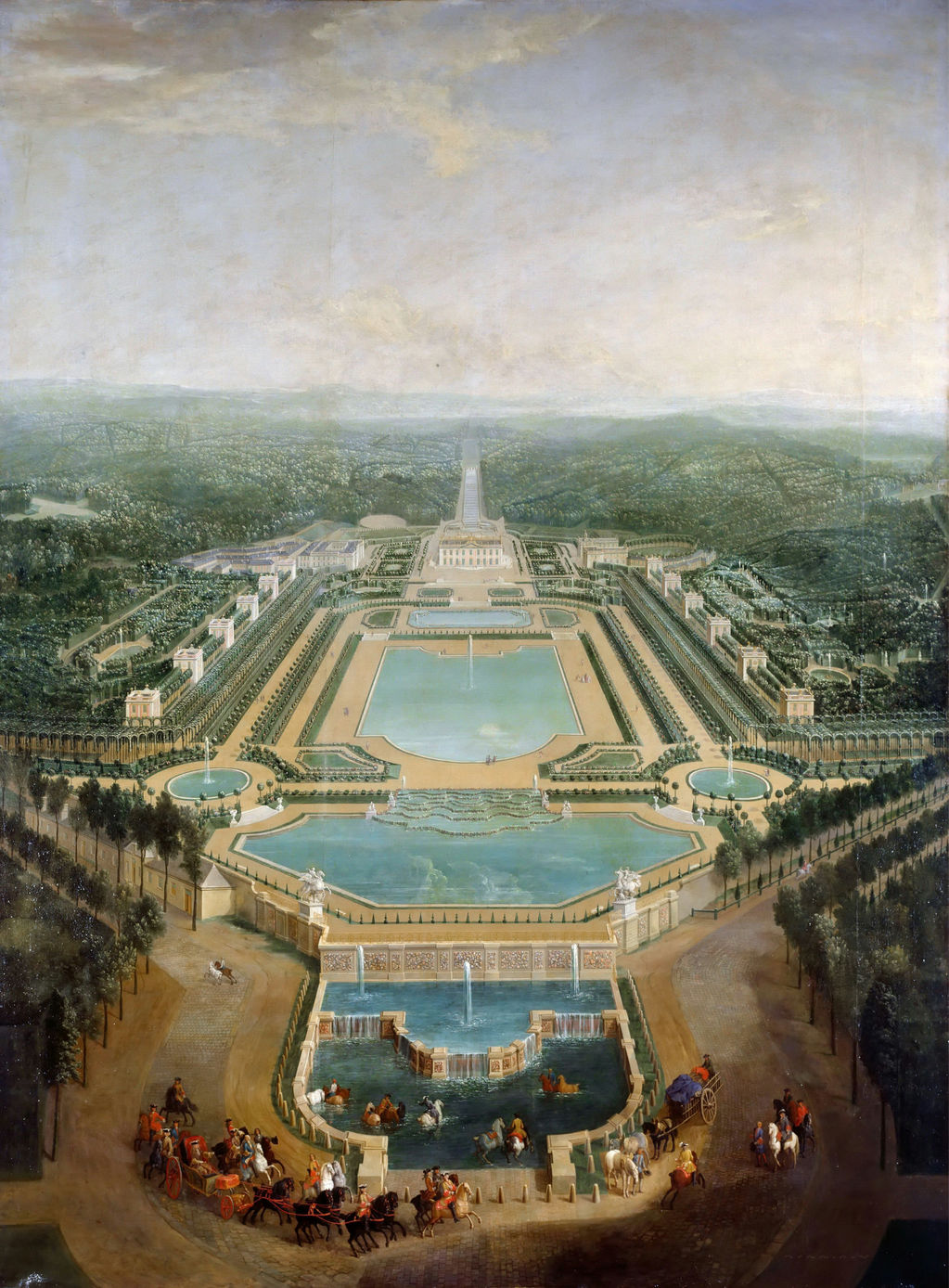
O Château de Marly pintado por Pierre-Denis Martin em 1724

O Château de Marly foi um Palácio Real localizado na comuna francesa que viria a chamar-se Marly-le-Roi, a qual existia à margem do parque real. A cidade, que originalmente cresceu para fornecer serviços ao palácio é actualmente um dormitório de Paris.
No Château of Marly, Luis XIV escapou do rigor formal que estava a construir no Palácio de Versailles. Salas pequenas significavam menos companhia e simplificavam o Protocolo; cortesões, que lutavam entre si por convites para Marly, ficavam instalados numa estrutura com um desenho revolucionário, que consistia em doze pavilhões combinados aos pares, flanqueando o espelho de água central, o qual era alimentado desde o outro por ostensivas cascatas formais (ilustração à direita).
O palácio já não existe, nem a máquina hidráulica que bombeava água para Versailles. Só as fundações da pequeno château de Jules Hardouin-Mansart, o pavillon du Roi permanecem no topo duma ladeira no parque de Marly.

## História
Os trabalhos em Marly começaram na Primavera de 1679, a 22 de Maio, antes de Luis XIV mudar a sua corte permanentemente para Versailles. O Rei estava a procura de um refúgio em Terras Reais bem florestadas entre Palácio de Versailles e o Château de Saint-Germain-en-Laye que fossem fornecidas de água e providenciassem uma bela paisagem. Marly foi escolhida. Era uma Propriedade Real que havia sido comprada em 1676 para aprimorar a área de caça Real; Robert Berger demonstrou que o desenho de Marly foi uma colaboração perfeita entre Jules Hardouin-Mansart e o premier peintre Charles Le Brun, que estava a trabalhar correntemente na Galerie des Glaces em Versailles. As elevações de Mansart para os pavilhões foram pintados a fresco com desenhos adaptados de um conjunto que Le Brun havia desenhado recentemente. Os frescos exteriores dos algo severos edifícios criaram um rico conjunto Barroco de falsas esculturas contra draparias e suspensões, com vasos de fingidas esculturas contra os pilares — todos no algo eclético simbolismo Olímpico que Le Brun e o Rei favoreceram por todo o lado em Versailles: a decoração do pavillon du Roi representava Apolo, a personagem iconográfica do Rei Sol, e Tétis. Outros pavilhões foram dedicados a outros habitantes do Olimpo, mas também a Hércules, à Vitória, Fama e Abundância. A construção ficou concluida em 1684, apesar de os sobrecarregados programas de pintura ficarem simplificados e restringidos na execução.
O Rei-Sol esteve presente na inauguração dos trabalhos hidráulicos completados, em Junho 1684  e em 1686 o desenvolvimento estava suficientemente avançado para o Rei ficar ali pela primeira vez, com um séquito seleccionado. O tema de Marly era o de um simples Pavilhão de Caça, só suficiente para acomodar a Matilha Real. Em 1688 o Grand Abreuvoir à chevaux foi instalado no terraço, uma mera "gamela de cavalo."  Durante o resto da sua vida, Luis continuou a embelezar o parque florestado, com largos percursos equestres, nos quais as damas ou os enfermos podiam seguir a caça, a alguma distância, numa carruagem, e com mais abundância de trabalhos de água que a sequiosa Versalhes - que de facto recebia água de Marly - podia providenciar: a Rivière e a Grande Cascade datam e 1697–1698.

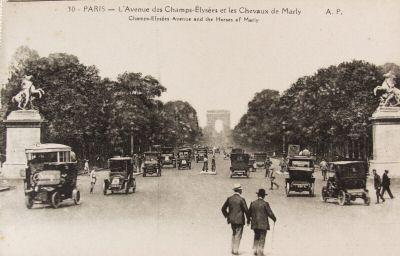
A Avenida dos Campos-Elísios e os Cavalos de Marly, cerca de 1905

A famosa descrição de Marly nas memórias de Louis de Rouvroy, Duque de Saint-Simon foram escritas retrospectivamente e, para o início de Marly,  em segunda mão; quando Saint-Simon escreveu, em 1715, os dias de apogeu de Marly tinham acabado, com a morte de Luis XIV naquele ano. Os herdeiros de Luis XIV acharam a inclinação da face norte de Marly húmida e sombria, pelo que raramente a visitaram. O "rio" foi preenchido e coberto de relva em 1728. Em 1794, durante a Revolução Francesa, os cavalos de mármore de Guillaume Coustou, o Velho, os Chevaux de Marly, foram transportados para Paris, para flanquearem a abertura dos Champs-Élysées na renomeada Place de la Concorde.
Em 1799/1800, o Château de Marly foi vendido a um industrial, M. Sagniel, que instalou maquinaria para fiar algodão. Quando a fábrica faliu em 1806, o palácio foi demolido e os seus materiais de construção vendidos, mesmo a cobertura dos seus telhados. Napoleão comprou a propriedade no ano seguinte; os jardins vazios e o parque florestal ainda pertencem ao Estado Francês nos dias de hoje.

## Restos
No final do século XIX vários entendidos adquiriram a posse das garçonnières individuais, limpando o crescimento exagerado das plantas, recuperando alguma estatuária ferida e partida e recriando pequenos jardins entre as ruínas: entre eles estavam Alexandre Dumas, filho e o escritor teatral e colecionador de mobiliário oitocentista, Victorien Sardou.
O Cour Marly do Museu do Louvre foi inaugurado em 1993. Contém essencialmente obras de arte vindas de Marly, expostas em três níveis.

## A "machine" de Marly
Providenciar água suficiente para abastecer as fontes de Versalhes tem sido um problema desde o início. A construção da máquina hidráulica de Marly, actualmente localizada em Bougival, induzida pela corrente do Sena, a qual movia catorze vastas pás giratórias, era um milagre da moderna Engenharia hidráulica, sendo talvez a maior máquina integrada do século XVII. A máquina bombeava água para os reservatórios de Louveciennes (onde a Madame du Barry tinha um pavilhão na década de 1760, o Château de Louveciennes). A água, então, fluía ou para abastecer a cascata de Marly ou, passando através de uma elaborada rede subterrânea de reservatórios e aquedutos, em direção às fontes de Versalhes. Apenas uma podia ser operada com caudal suficiente de cada vez, invariavelmente o local onde o rei estava.
No século XIX, várias outras bombas substituíram as originais, tendo a última saído de serviço em 1967.